# 美国移民和海关执法局
美国移民和海关执法局是美国国土安全部下属的一个联邦执法部门，2003年因應反恐而成立。主要负责是识别、调查和处置美国移民、海关领域的违法犯罪活动，例如处理和遣返非法移民、走私、贩卖等案件，总部位于华盛顿特区。
美国移民和海关执法局有两个分工的主要执法部门：国土安全调查局（Homeland Security Investigations, HSI）和遣返行动执法处（Enforcement and Removal Operations, ERO）。HSI 专注于打击跨国犯罪，而 ERO 负责逮捕、拘留和遣返无证移民。遣返行动执法处主要负责遣返和遣返无证移民，是美国移民和海关执法局最公开、争议最大的职能之一。遣返行动执法处负责管理拘留设施，用于拘留那些涉嫌非法居留美国并对居民安全构成合理威胁的人员。
美国移民和海关执法局在美国各地设有国内办事处，并在美国海外主要外交使团设有分遣队。美国移民和海关执法局人员（特工和官员）并不巡逻美国边境；这一职责由美国海关和边境保护局承担。